# Helina pulchella
Helina pulchella este o specie de muște din genul Helina, familia Muscidae. A fost descrisă pentru prima dată de Ringdahl în anul 1918. Conform Catalogue of Life specia Helina pulchella nu are subspecii cunoscute.